# Тоса (посёлок)
Тоса (яп. 土佐町 Тоса-тё:) — посёлок в Японии, находящийся в уезде Тоса префектуры Коти. Площадь посёлка составляет 212,11 км², население — 4034 человека (1 августа 2014), плотность населения — 19,02 чел./км².

## Географическое положение
Посёлок расположен на острове Сикоку в префектуре Коти региона Сикоку. С ним граничат города Коти, Нанкоку, Сикокутюо, посёлки Ино, Мотояма и село Окава.

## Население
Население посёлка составляет 4034 человека (1 августа 2014), а плотность — 19,02 чел./км². Изменение численности населения с 1980 по 2005 годы:
| 1980 | 6663 чел. |  |
| 1985 | 5872 чел. |  |
| 1990 | 5566 чел. |  |
| 1995 | 5292 чел. |  |
| 2000 | 5035 чел. |  |
| 2005 | 4632 чел. |  |

## Символика
Деревом посёлка считается криптомерия, цветком — гортензия, птицей — синяя мухоловка.